# Hagenhill
Hagenhill je místní část městysu Altmannstein v hornobavorském zemském okrese Eichstätt.

## Poloha
Vesnice se nachází ve výšce asi 415 m nad mořem v zemědělsky využívané kotlině, která je obklopena zalesněnými kopci na křižovatce silnic Altmannstein–Laimerstadt (okresní silnice 33) a Schwabstetten–Tettenwang (okresní silnice 32) .

## Historie
Podél lesní cesty do Laimerstadtu leží prehistorické mohyly.
Hagenhill leží asi 400 metrů jižně od římské hraniční zdi (Raetský limes), která byla zničena v roce 259 n. l. Procházela polem a dodnes je rozeznatelná jako suťová zeď v hájku.
V roce 972 se v jedné listině poprvé objevila zmínka o „Hagenhuli“. Obec měla ve své pohnuté historii mnoho vládců, mezi nimiž byl šlechtický rod Hagenhüle (roku 1120 je zmiňován „Fritele von Haginhule“ (z hradu Hagenhill)), ve 14. století Altmannsteinerové-Pfleger-Geben a Pförringerové, do roku 1438 Abensbergerové, poté Egloffsteinerové a od roku 1557 Muggenthalerové. Na mapě Philippa Apiana z roku 1568 je ještě zaznamenán hrad. V období po roce 1400 byl Hagenhill dvorskou značkou patřící k hradu Hexenagger, v 17. století byl vrácen bavorskému kurfiřtovi.
Vesnice byla několikrát vypálena, v roce 1446 Norimberčany, dále také v průběhu Třicetileté války v letech 1632, 1633 a 1648. V důsledku toho zde žilo v roce 1676 pouze 98 obyvatel. Do roku 1830 vzrostl počet obyvatel na 235 v 54 hospodářstvích. V roce 1791 byla v Abensbergu popravena obchodnice Johanna Fischer, pocházející z Hagenhillu, za vraždu svého druhého manžela. V roce 1939 žilo v Hagenhillu 420 obyvatel.
V dřívějších dobách se zde těžila železná ruda.
Dne 1. června 1928 byla přičleněná část zrušené obce Hagenhill k obci Schwabstetten.
V 60. letech 20. století proběhla pozemková úprava. V roce 1967 byla obec rozšířena o osadu u limes. Během bavorské územní reformy byl Hagenhill 1. července 1972 převeden ze zrušeného hornofalckého okresu Riedenburg do hornobavorského okresu Eichstätt. Dne 1. května 1978 byl přičleněn do správního obvodu města Altmannstein.
Život ve vesnici formuje několik spolků; v roce 1981 si střelecký klub Hadrian Hagenhill postavil střelecký dům. V roce 1983, kdy zde žilo 472 obyvatel, bylo ještě 17 zemědělských podniků s plným pracovním úvazkem. K 15. březnu 2007 měla obec 407 obyvatel.

## Farní kostel

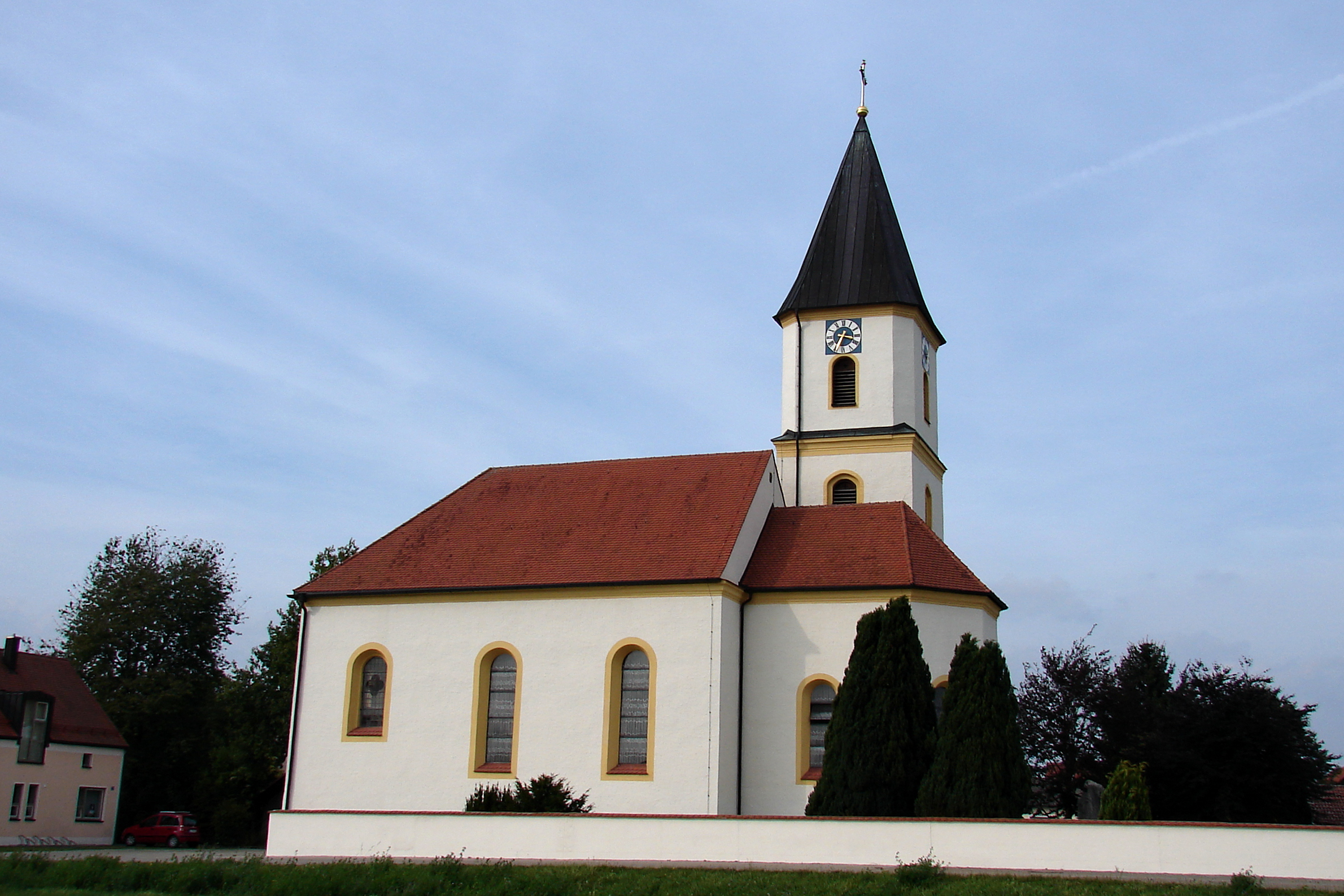
Farní kostel sv. Petra a Pavla

Katolický farní kostel na okraji obce, který je zasvěcen sv. Petru a Pavlovi, byl přestavěn v roce 1888 s využitím věže předchozího kostela a byl zařízen v novorománském slohu. Je zde umístěn obraz Klanění tří králů z konce 16. století. Na severní straně se nacházejí dva náhrobky Gebena a Pförringera.

## Původ názvu
Hagenhill je odvozen z „Hagenhuli“. Hag znamená les. Koncovka „-hill“ označuje dřívější Hüll a byla v průběhu let upravována (viz také Breitenhill a Schafshill).

## Jiné
Hagenhillem prochází 170 km nebo 155 km dlouhá cyklotrasa Via Raetica, která kopíruje historickou trasu Via Raetia.
Městem prochází také „Německá cyklostezka Limes“. Ta kopíruje hornogermánský a raetský limes v délce 818 km od Bad Hönningenu na Rýně až po Regensburg na Dunaji.
Přes Hagenhill vede také německá Limes-Straße a turistická stezka Limes.